# Aloe bargalensis
Aloe bargalensis ist eine Pflanzenart der Gattung der Aloen in der Unterfamilie der Affodillgewächse (Asphodeloideae). Das Artepitheton bargalensis verweist auf das Vorkommen der Art bei Bargal in Somalia.

## Beschreibung

### Vegetative Merkmale
Aloe bargalensis wächst stammlos oder kurz stammbildend und sprosst aus der Basis. Die lanzettlichen, etwas sichelförmigen Laubblätter bilden Rosetten. Die grüne, auffallend gefurchte und dunkelgrün gestreifte Blattspreite ist 30 bis 40 Zentimeter lang und 6 Zentimeter breit. Auf ihr befinden sich unregelmäßige weiße Flecken. Die Zähne am Blattrand sind 1 bis 2 Millimeter lang und stehen 12 bis 25 Millimeter voneinander entfernt.

### Blütenstände und Blüten
Der einfache Blütenstand, selten besteht er aus ein bis zwei Zweigen, erreicht eine Länge von 70 bis 120 Zentimeter. Die ziemlich dichten, schmal zylindrischen und spitz zulaufenden Trauben sind 30 bis 40 Zentimeter lang. Die eiförmig-deltoiden, lang zugespitzten Brakteen weisen eine Länge von bis zu 15 Millimeter auf und sind 5 Millimeter breit. Die rötlichen, zur Mündung hin gelben Blüten stehen an 5 bis 7 Millimeter langen Blütenstielen. Die Blüten sind 30 Millimeter lang und an ihrer Basis verschmälert. Auf Höhe des Fruchtknotens weisen die Blüten einen Durchmesser von 5 Millimeter auf. Darüber sind sie auf 4 Millimeter verengt und schließlich zur Mündung auf 7 Millimeter erweitert. Ihre äußeren Perigonblätter sind auf einer Länge von 15 bis 16 Millimetern nicht miteinander verwachsen. Die Staubblätter und der Griffel ragen kaum aus der Blüte heraus.

## Systematik und Verbreitung
Aloe bargalensis ist in Somalia auf seichten Böden auf Kalkstein von Meeresniveau bis in Höhen von 1100 Metern verbreitet.
Die Erstbeschreibung durch John Jacob Lavranos wurde 1973 veröffentlicht.

## Nachweise